# Wzgórze Herzla
Wzgórze Herzla (הר הרצל – Har Herzl) – wzniesienie, na którym leży narodowy cmentarz Izraela w zachodniej części Jerozolimy, nazwany na cześć Teodora Herzla, twórcy syjonizmu. Grób Herzla leży na szczycie wzgórza. Na zachód mieści się Instytut Jad Waszem zajmujący się badaniem i dokumentowaniem historii Zagłady Żydów podczas II wojny światowej (Holocaustu).

## Historia
Latem 1948 władze Izraela stwierdziły konieczność budowy cmentarza dla swoich poległych żołnierzy. Wybór padł na Wzgórze Herzla. Z czasem zaczęto chować tam funkcjonariuszy policji i inne zasłużone osoby. Na wzgórzu są pochowani między innymi trzej premierzy: Lewi Eszkol, Golda Meir i Icchak Rabin (spoczywa obok żony Lei).
W 2023 pochowany został tam Szewach Weiss.

## Kwatery cmentarza
Na cmentarzu znajdują się wydzielone kwatery, m.in.:

## Pomniki

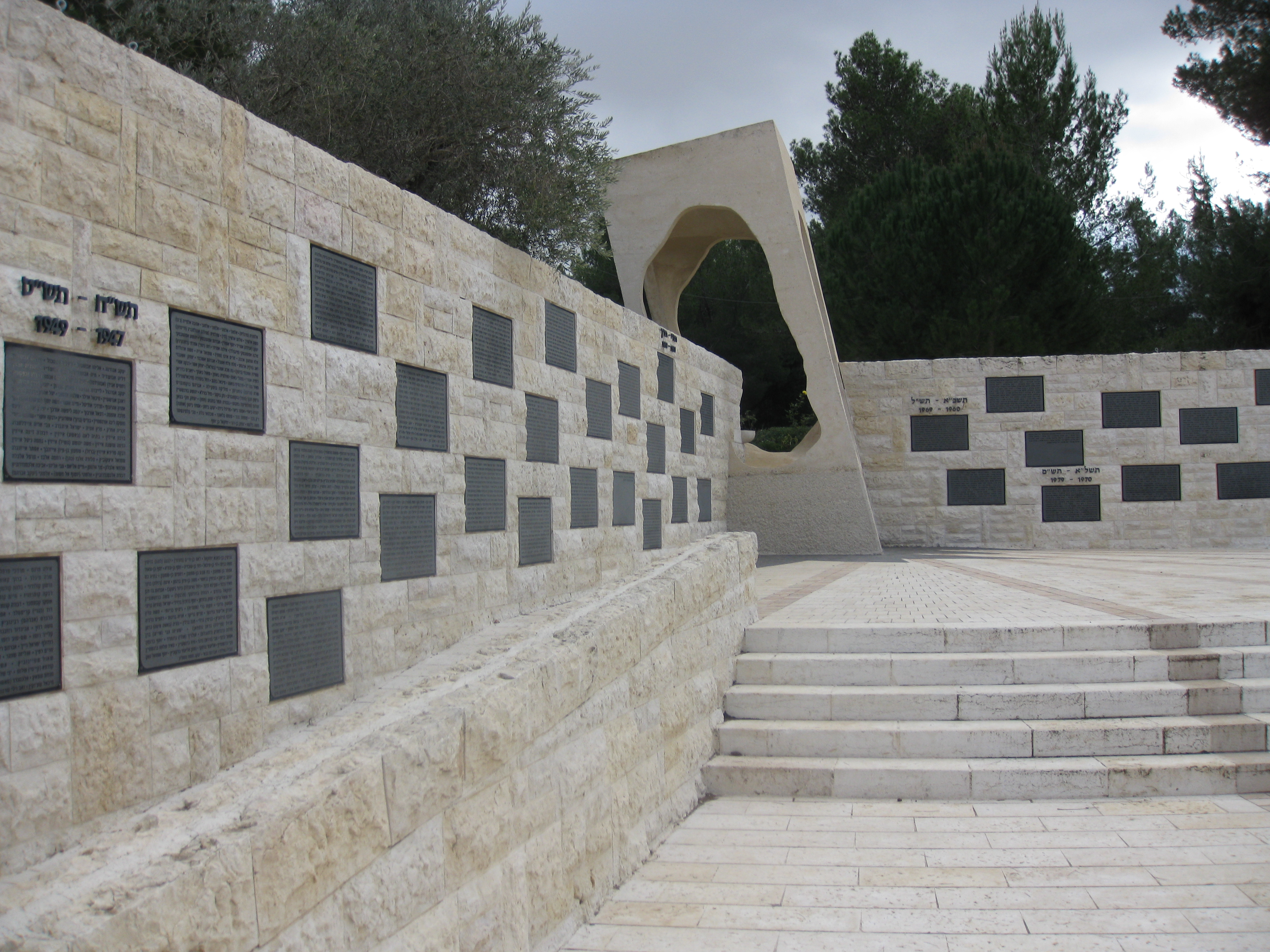
Pomnik Ofiar Terroryzmu – pomnik poświęcony ofiarom aktów terroru w Izraelu od 1851 roku
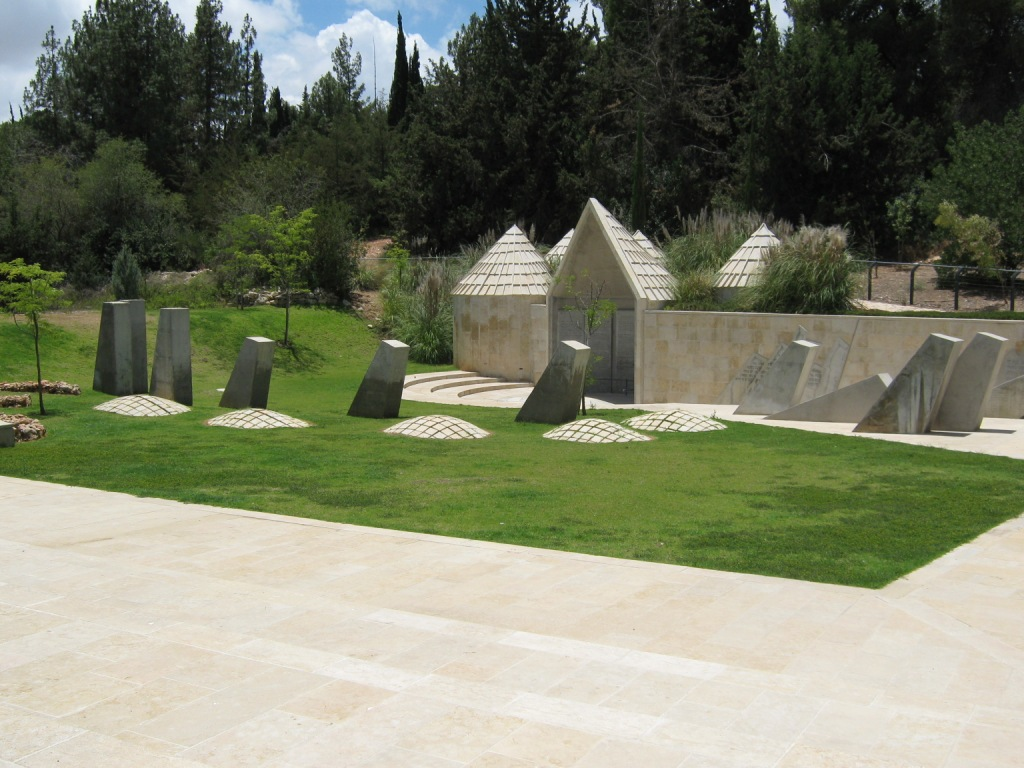
Pomnik etiopskich Żydów, którzy zostali zamordowani w drodze do Izraela
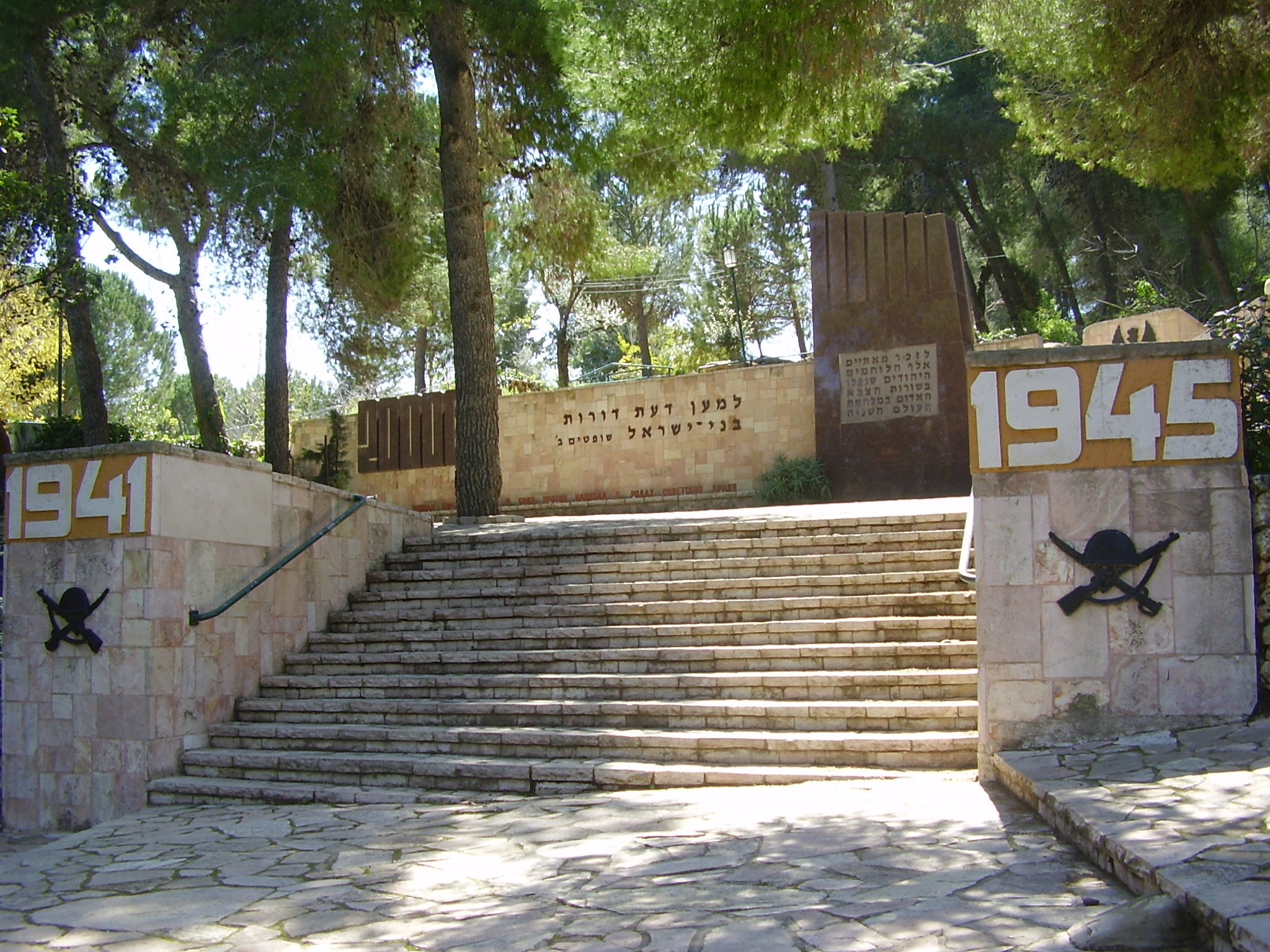
Pomnik żydowskich żołnierzy, którzy walczyli w armii radzieckiej w czasie II wojny światowej
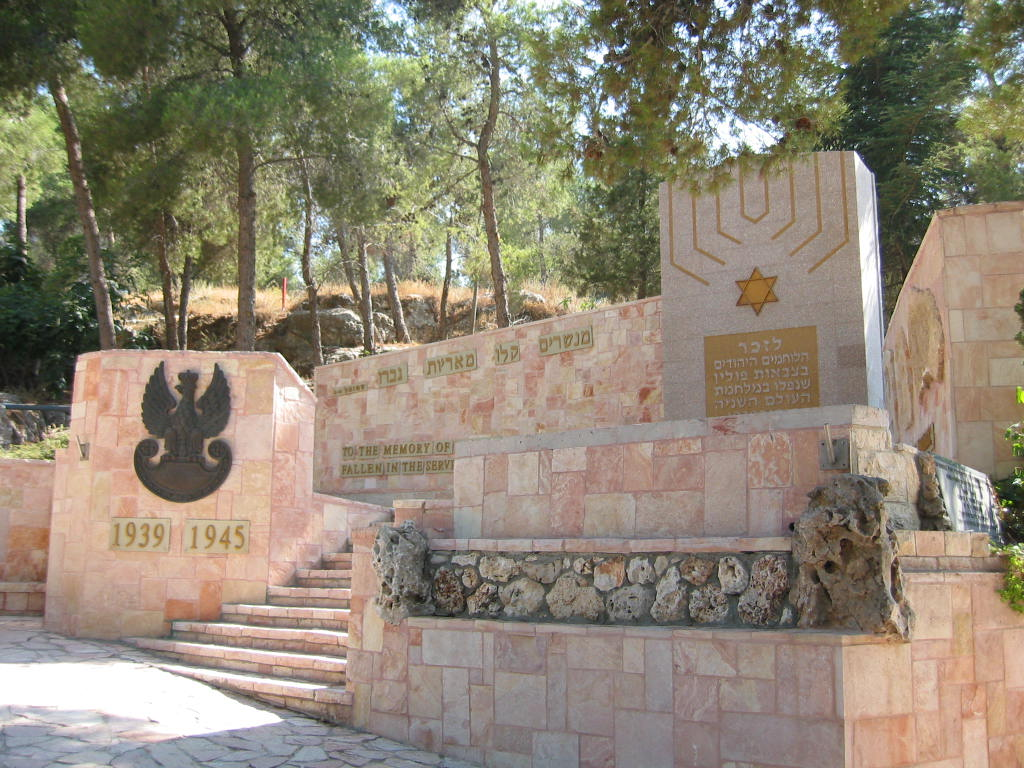
Pomnik żydowskich żołnierzy, którzy walczyli w wojsku polskim w czasie II wojny światowej
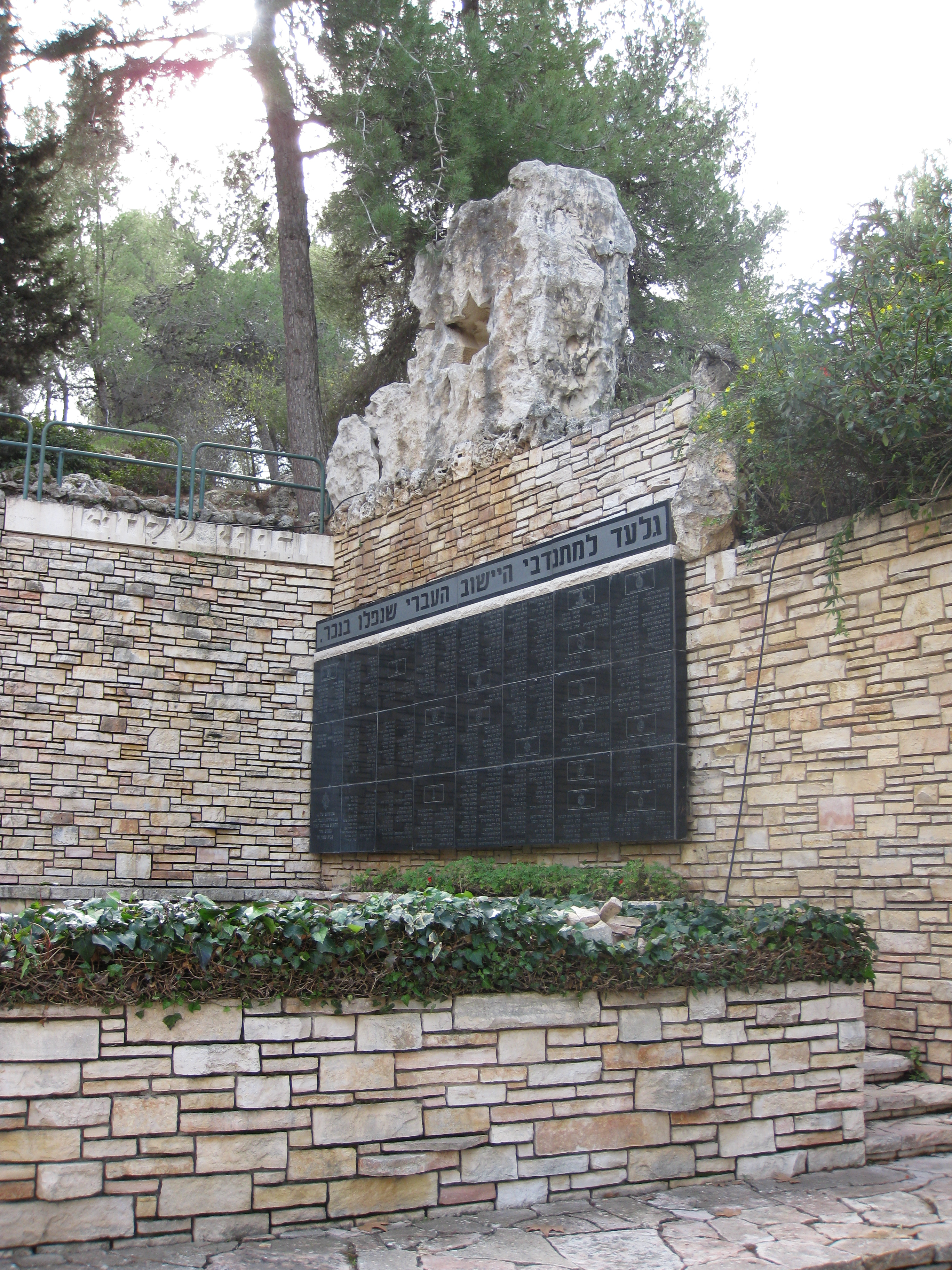
Pomnik żydowskich żołnierzy, którzy walczyli w armii brytyjskiej w czasie II wojny światowej w Palestynie
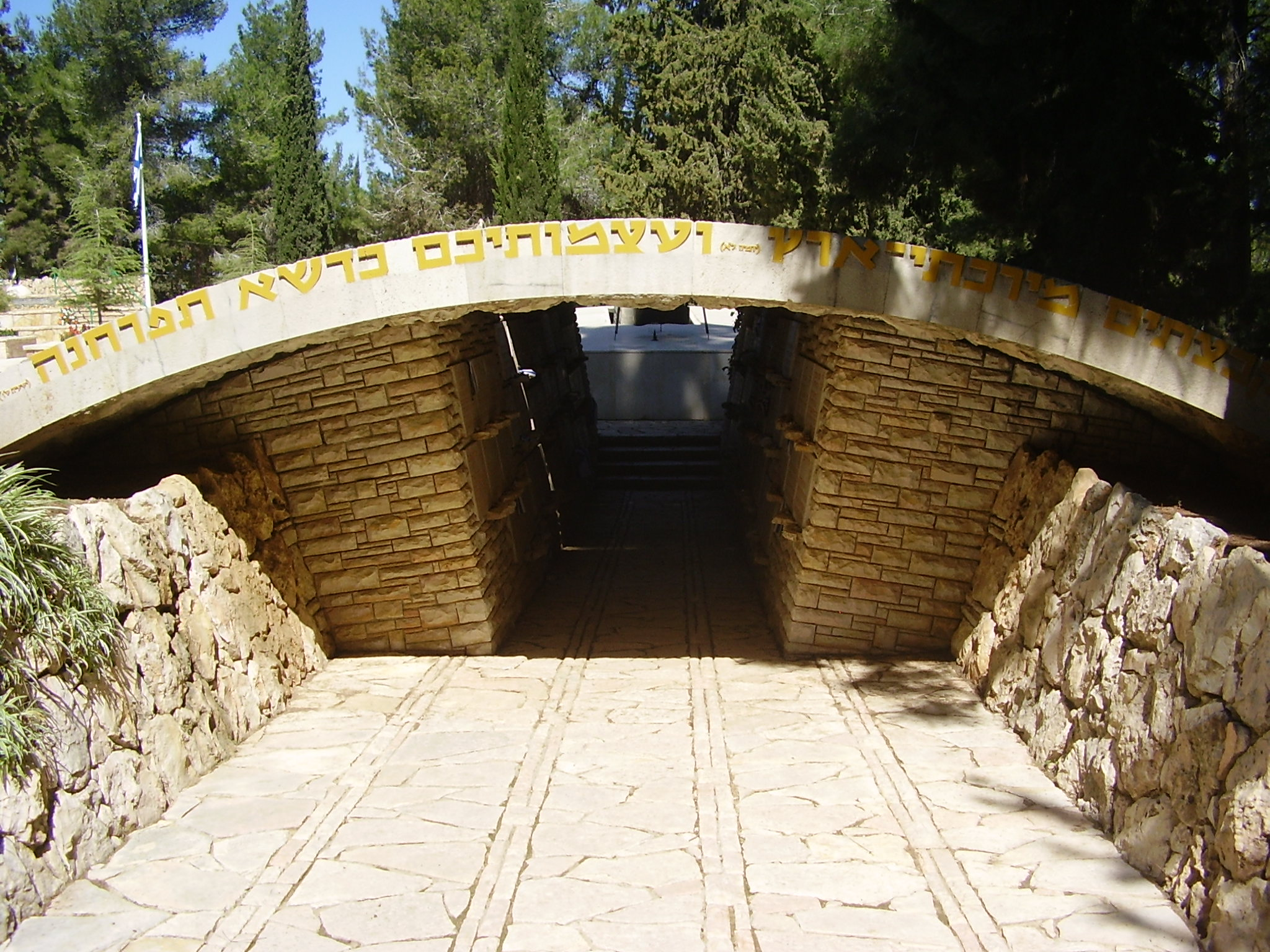
Pomnik mieszkańców dzielnicy żydowskiej na Starym Mieście w Jerozolimie,
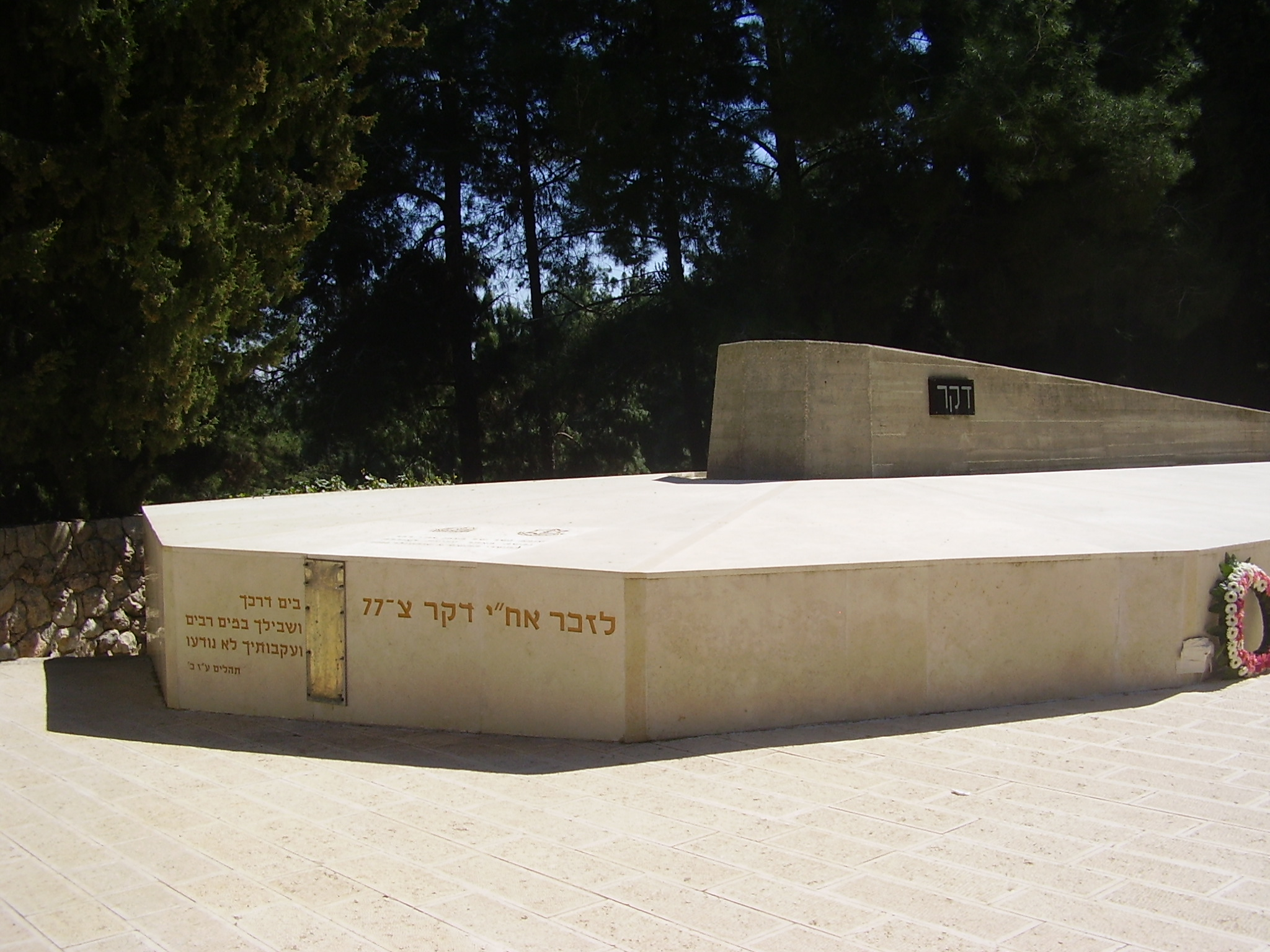
Pomnik INS Dakar
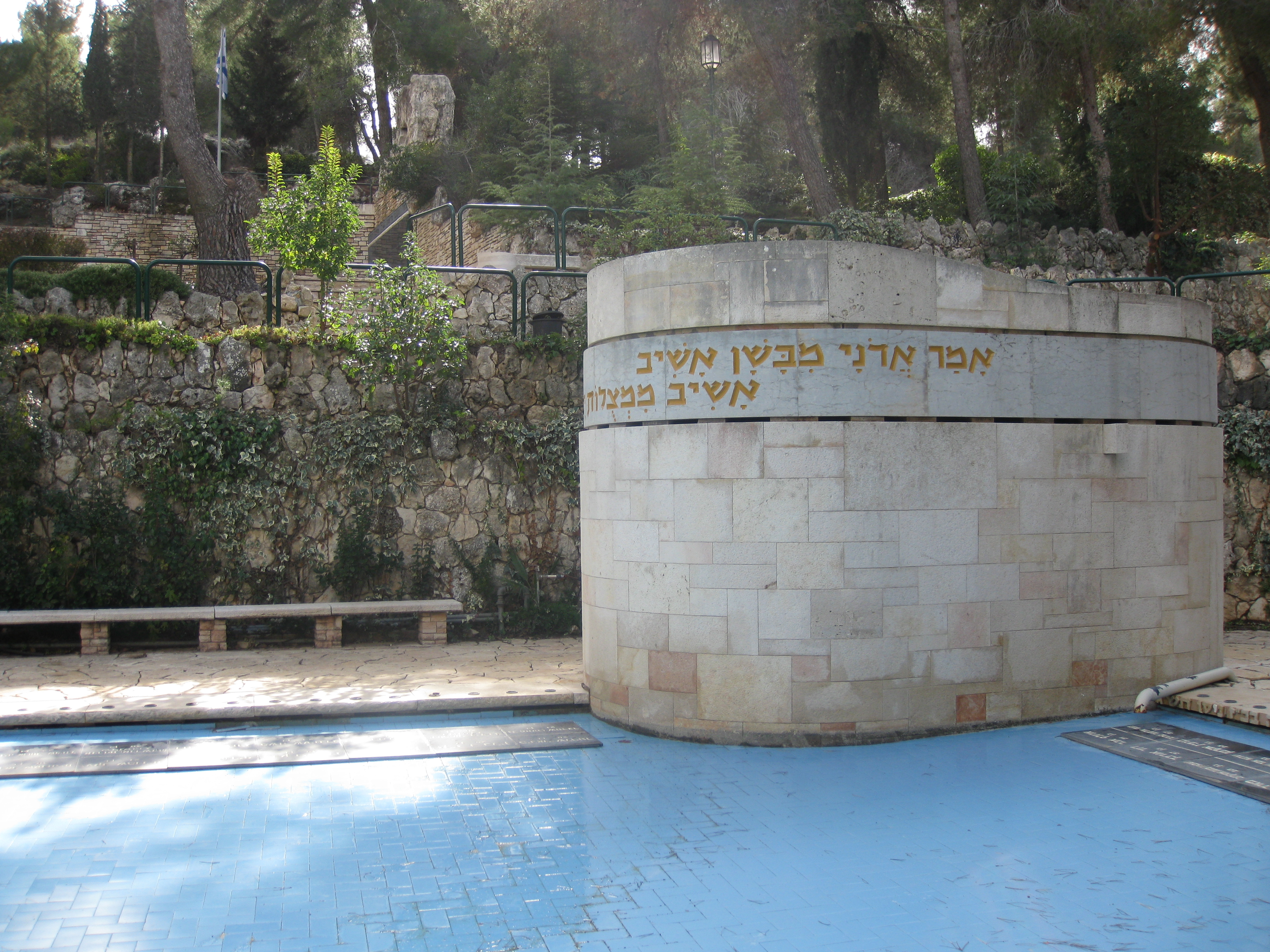
Pomnik Erinpura
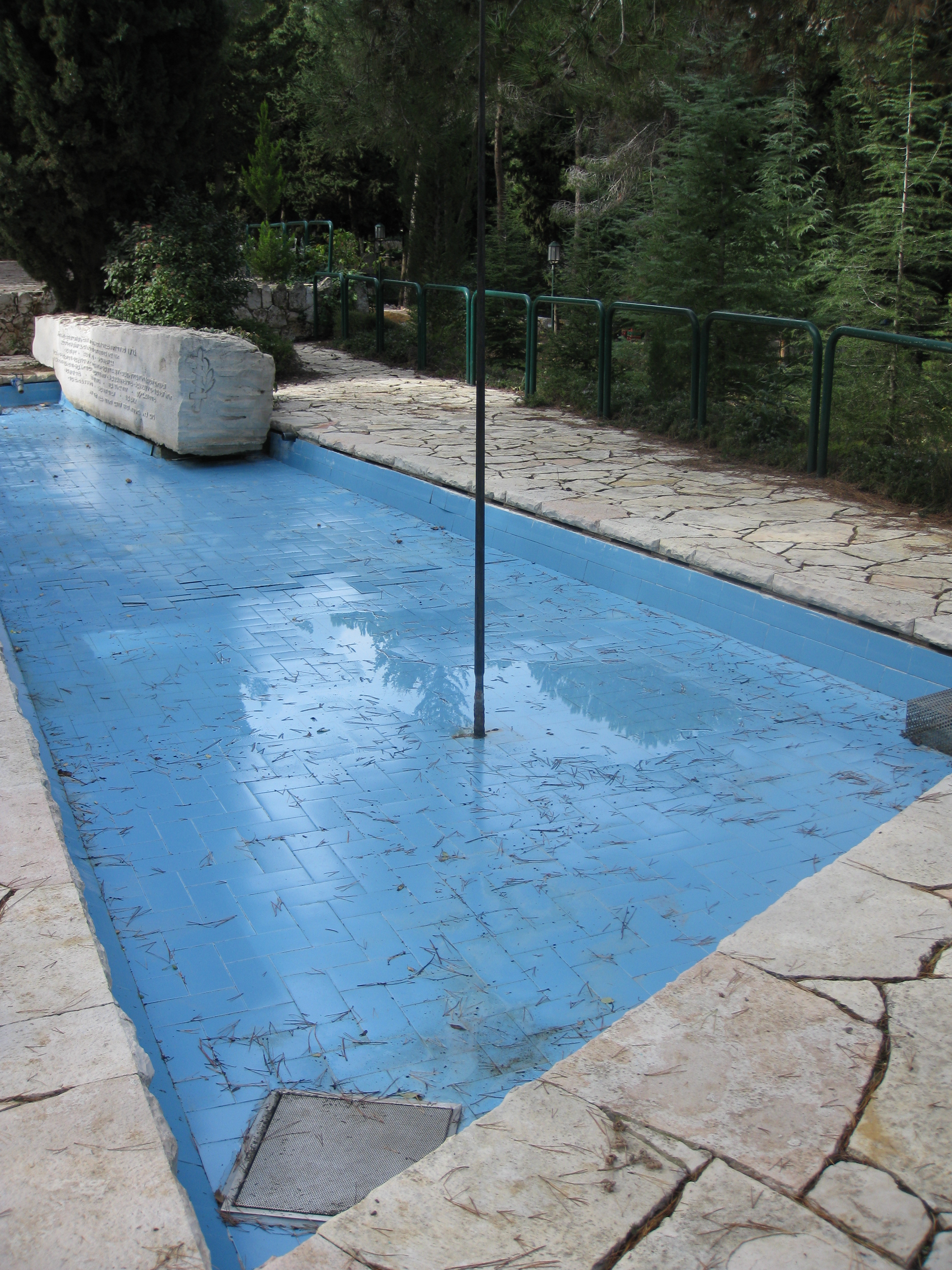
Pomnik 23 żołnierzy biorących udział w operacji „Boatswain"
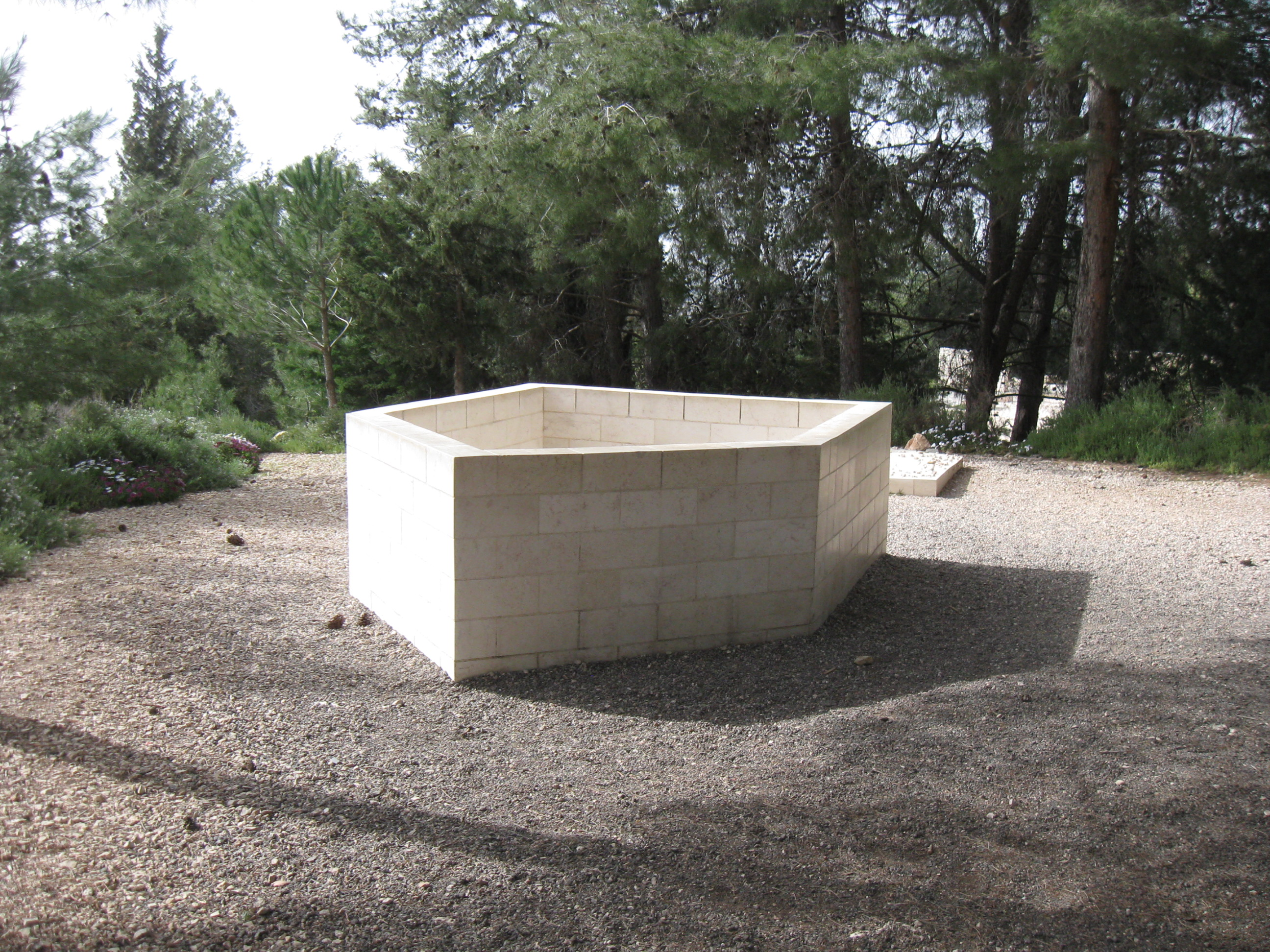
Pomnik ocalałych z Holocaustu, którzy polegli w wojnie 1948 roku

## Grób Herzla
W 1903 Herzl napisał w testamencie: 
„Pragnę być pochowany w metalowej trumnie, obok mojego ojca i spoczywać tam do momentu gdy Żydzi przeniosą moje ciało do Państwa Izrael. Trumny mojego ojca, mojej siostry Pauliny i moich bliskich krewnych, którzy umrą do tego momentu niech też zostaną przeniesione.”
Gdy Herzl zmarł rok później, został pochowany w Wiedniu. Dopiero w roku 1949, 45 lat później, jego szczątki zostały przeniesione i pochowane w Jerozolimie. Miejsce na grób zostało wybrane przez specjalną komisję państwową. Do konkursu na projekt nagrobka zgłoszono 63 prace. Zwycięzcą okazał się Joseph Klarwein. Zaproponował on wykonanie grobu w postaci nieozdobionego bloku czarnego granitu z napisem „Herzl”. Od 1951 roku Wzgórze Herzla służy jako Cmentarz Narodowy Izraela.
Pomimo wyraźnego życzenia, dzieci Herzla nie zostały pochowane koło niego. Dopiero w 2006 roku sprowadzono ich szczątki do Izraela. Jego trzecia córka zginęła podczas Holocaustu i los jej zwłok jest nieznany. Jedyny wnuk Herzla spoczął na Wzgórzu w 2007 roku. Tutaj leżą także jego rodzice i siostra.

## Krajowy Cywilny cmentarz Państwa Izrael
Część cmentarza przeznaczona dla przywódców państwa i innych osób zasłużonych. Odbywa się tam co roku uroczystość Dnia Pamięci Poległych Żołnierzy (hebr. Yom Hazikaron).
Na północ od grobu Herzla jest miejsce przeznaczone dla przywódców światowego ruchu syjonistycznego, spoczywają tutaj m.in.: Dawid Wolffsohn, Nahum Sokołow, Simcha Dinic i Arje Dulzin. Dzieci Herzla – Paulina i syn Hans leżą niedaleko. W części zachodniej tej kwatery znajduje się grób Ze’ewa Żabotyńskiego i jego rodziny.
Patrząc w dół stoku, w kierunku cmentarza wojskowego, możemy zobaczyć groby prezydentów, premierów, przewodniczących Knesetu. Z reguły obok pochowane są małżonki dostojników.
Spoczywają tutaj prezydenci: Zalman Szazar, Chaim Herzog, Szimon Peres, premierzy: Lewi Eszkol (pochowany wbrew życzeniu, by spoczywać w kibucu Deganja Bet), Golda Meir, Icchak Rabin i jego żona Le’a oraz pierwszy przewodniczący Knesetu, Josef Sprinzak z żoną Hanną, a także pierwszy minister finansów Izraela Eli’ezer Kaplan oraz burmistrz Jerozolimy Teddy Kollek.
Przywilej pochówku w tej części cmentarza przysługuje także żołnierzom odznaczonym Medalem Waleczności.

## Narodowy Cmentarz dla żołnierzy i policjantów
Narodowy Cmentarz Wojskowy Izraela leży na północnym stoku Wzgórza Herzla – jest głównym cmentarzem żołnierzy izraelskich i policji.

### Ogród zaginionych żołnierzy
Ogród poświęcony pamięci żołnierzy zaginionych od 1914 roku.

### Starożytny grobowiec
Żydowska starożytna jaskinia grobowa odkryta w 1954 roku.

### National Memorial Hall
Miejsce pamięci z nazwiskami wszystkich poległych obrońców Izraela od 1860.

## Galeria

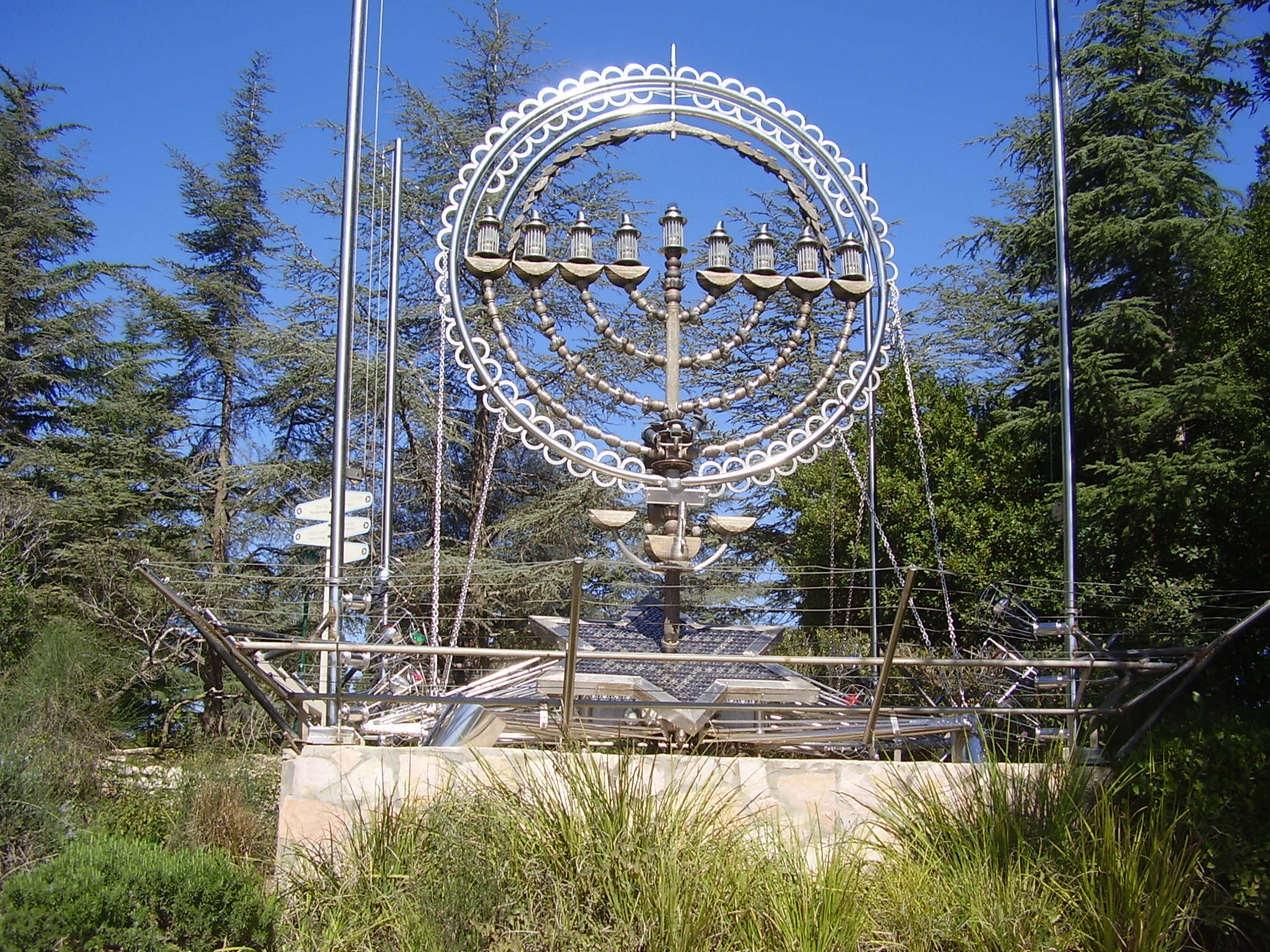
Chanukija
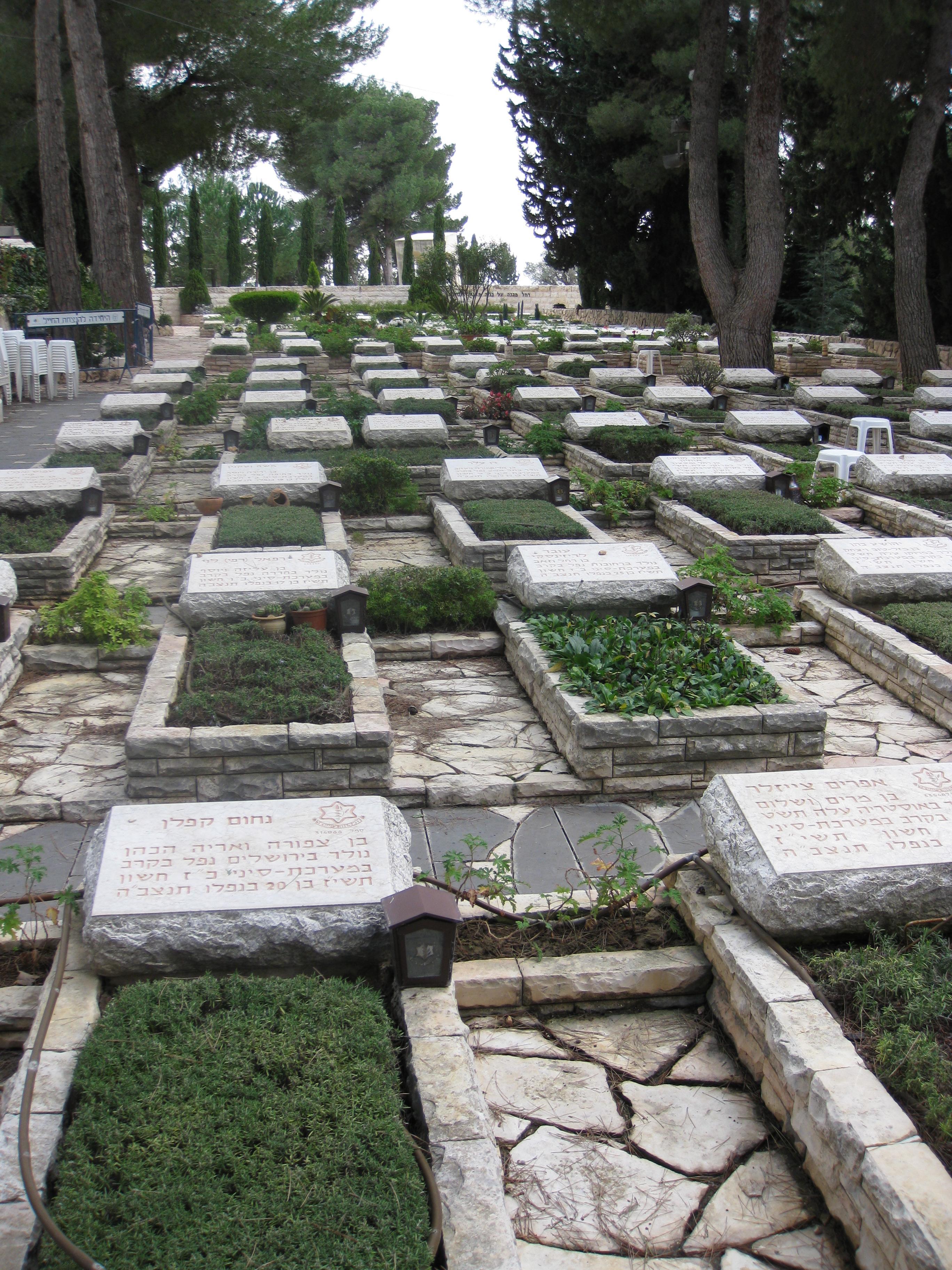
Narodowy Cmentarz dla żołnierzy i policjantów
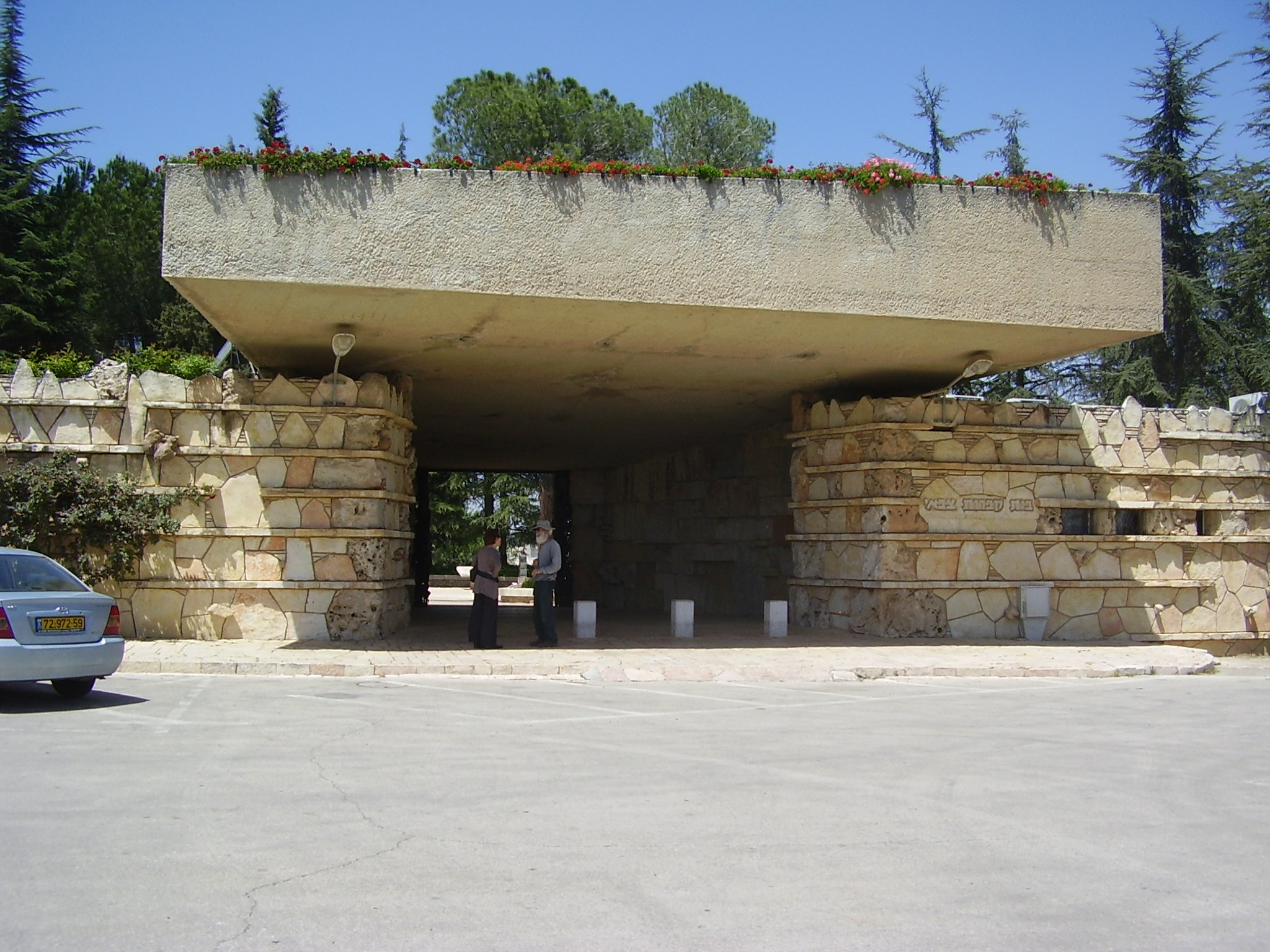
Narodowy Cmentarz dla żołnierzy i policjantów
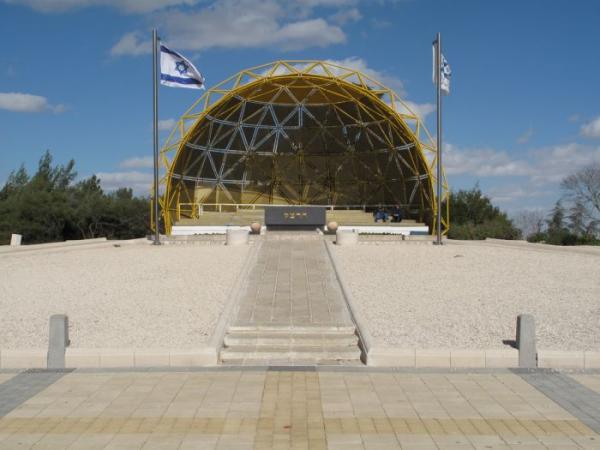
Grób Teodora Herzla u szczytu Wzgórza Herzla
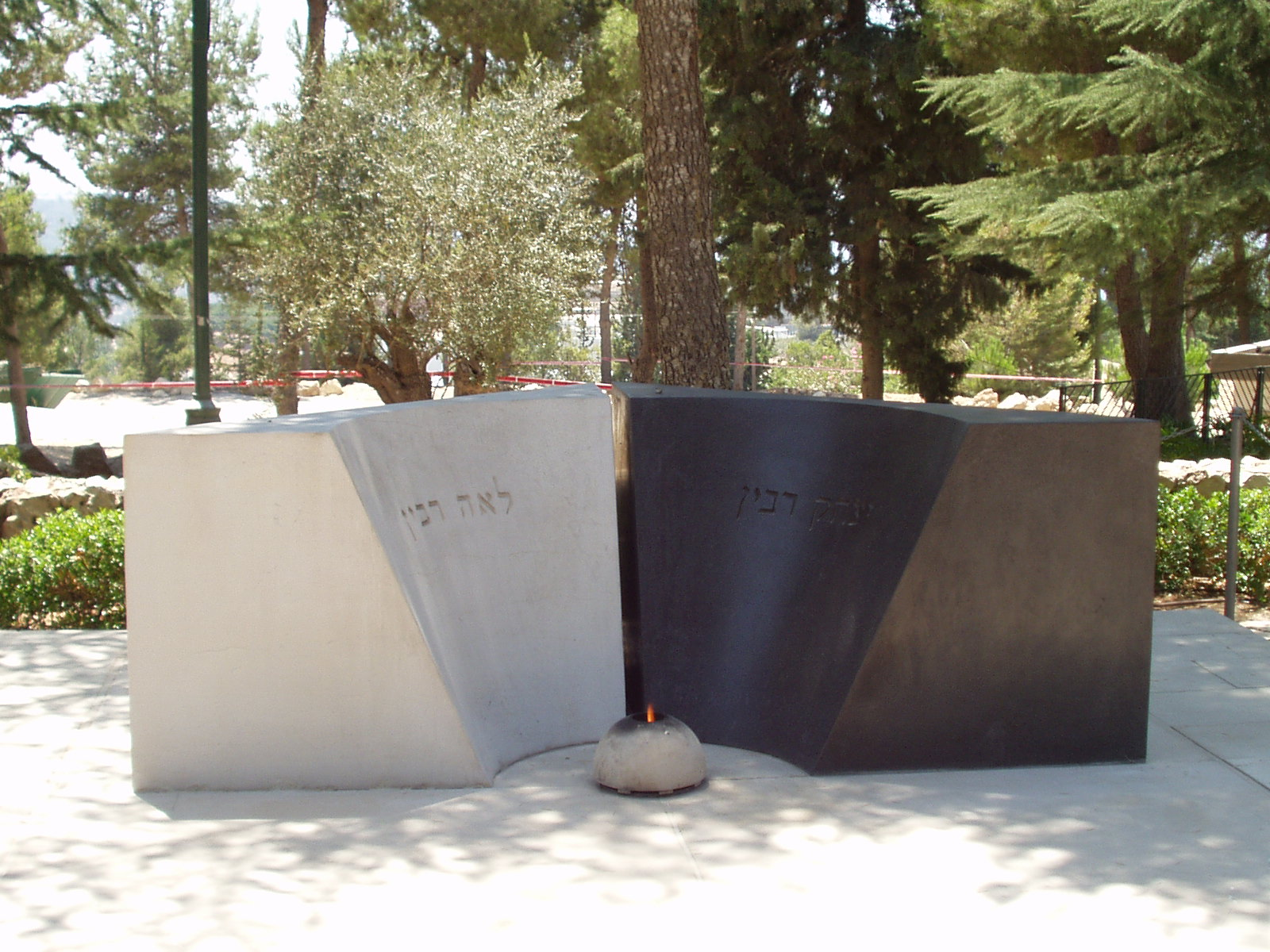
Grób Icchaka Rabina i jego żony Lei, zaprojektowany przez architekta Moshe Safdiego
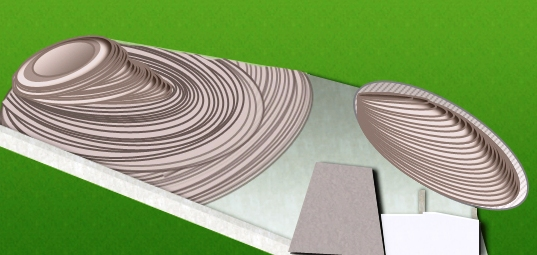
National Memorial Hall – zostanie otwarty w 2015 roku
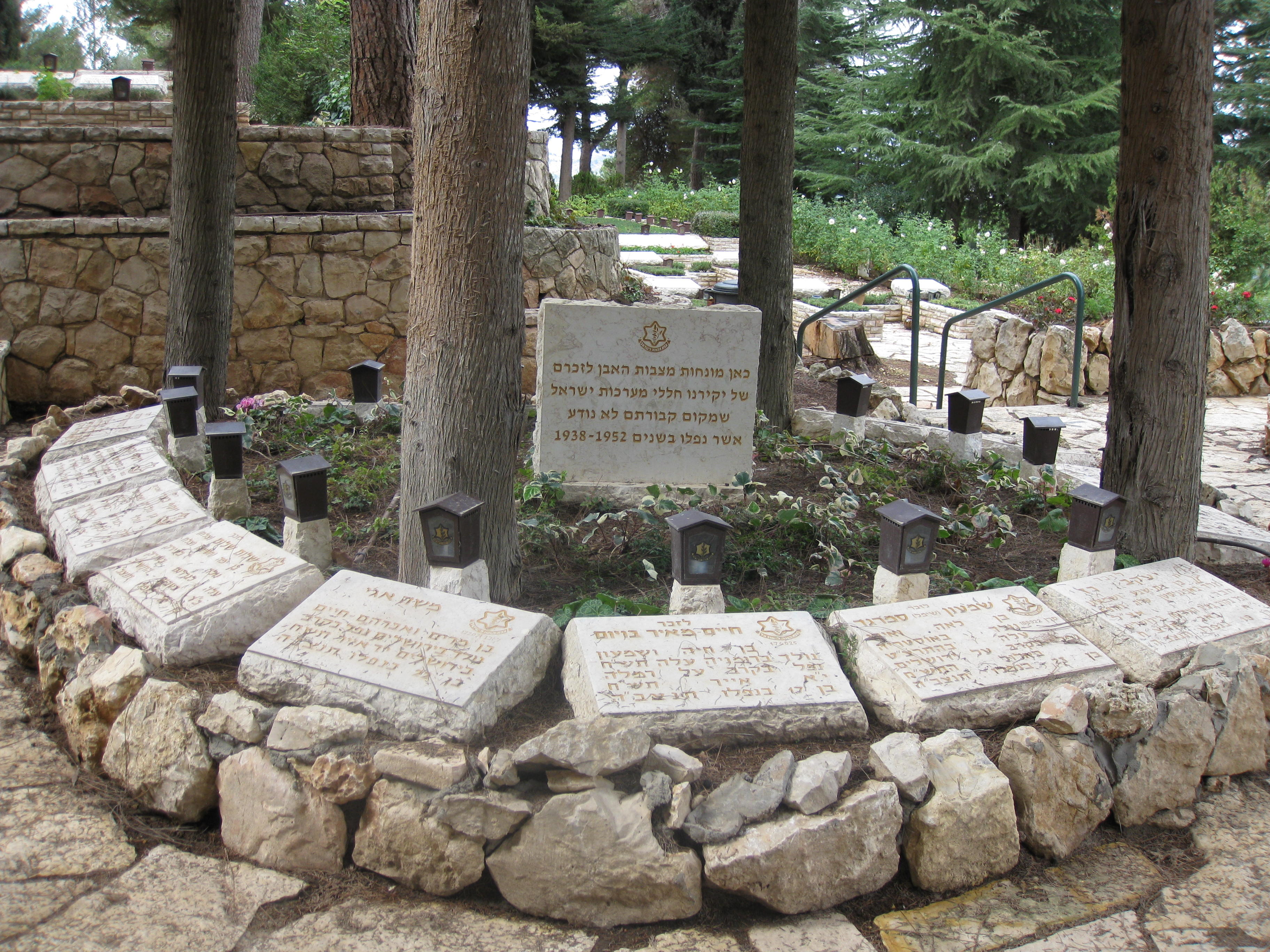
Ogród zaginionych żołnierzy
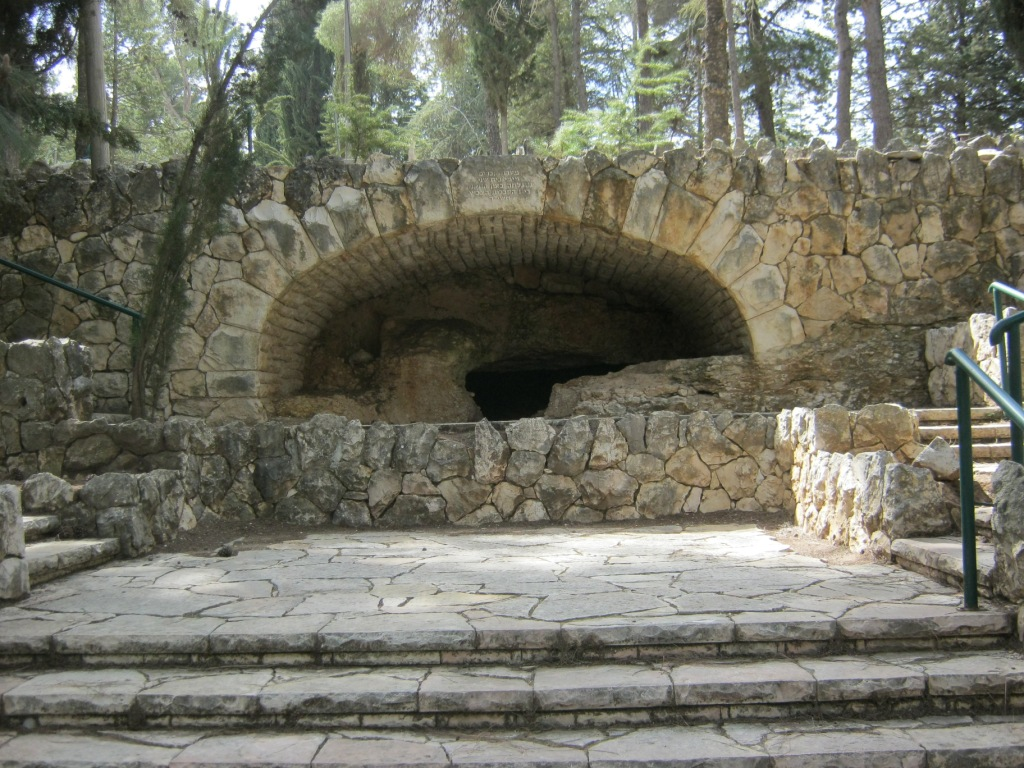
Starożytna żydowska jaskinia grobowa z wojny żydowskiej (66–73)